# Urania sloanus
Urania sloanus は鱗翅目（チョウ目）ツバメガ科に属するガの一種。絶滅種とされる。

## 分布
ジャマイカ固有種であった。標高700m以下の低地の熱帯雨林に分布していたとされる。1880年にはオーチョ・リオス（Ocho Rios）近くの Bogue Bay で幼虫の発生が観察されている。

## 形態

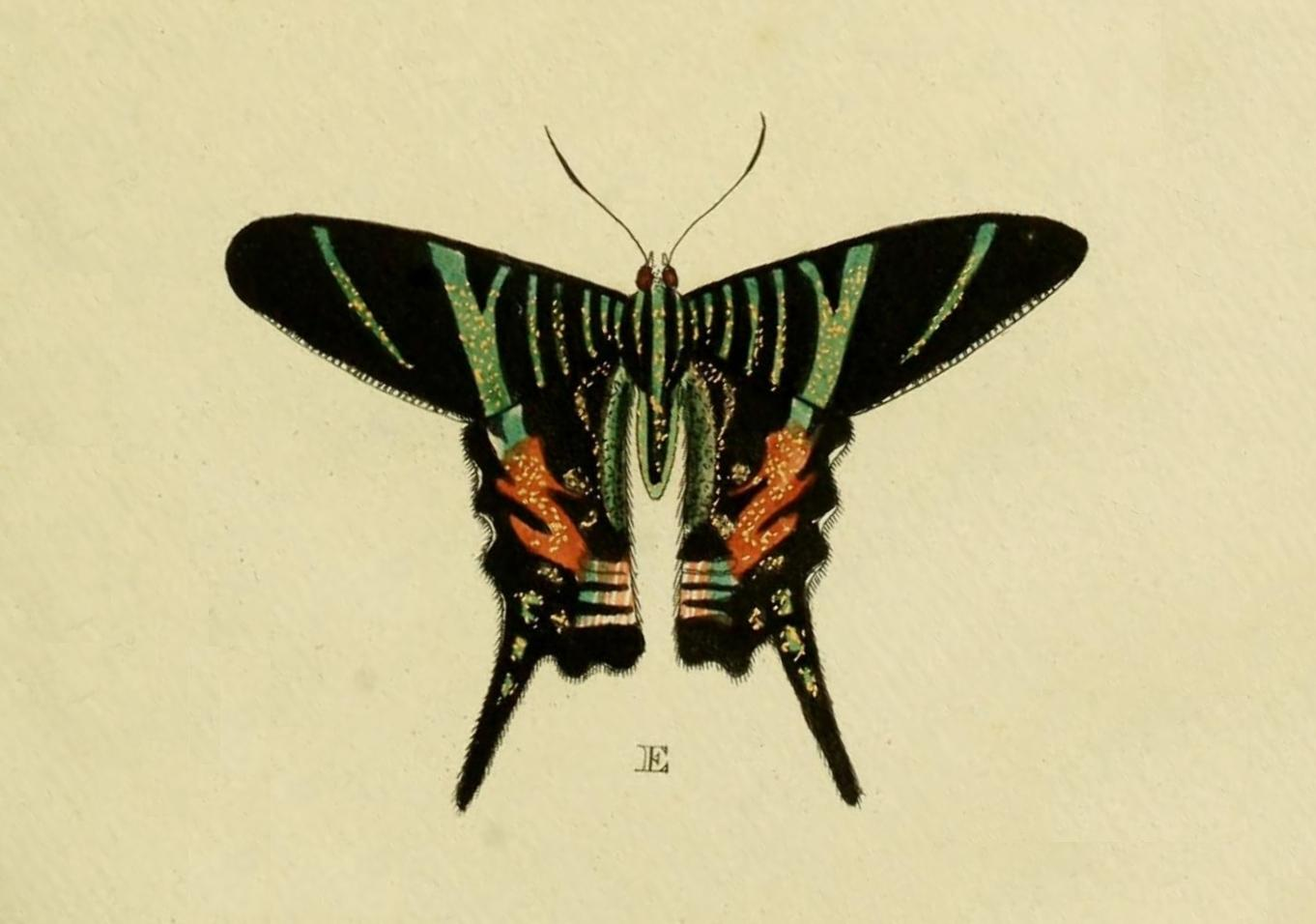
Cramer & Caspar (1779)。Gerrit Wartenaar による描画。

### 成虫
成虫の触角は糸状。後翅には尾状突起を有する。Vinciguerra (2009) が検討した標本では、オスの前翅長は35mm、メスの前翅長は57mmであった。翅の表の地色は黒色。前翅表には太さの異なる紫がかった緑色の帯状の斑紋が複数存在し、中ほどにある太い帯には分岐の程度に個体差が見られる。後翅表の着色はより複雑で、部位によって水色から赤紫色まで変化する。翅裏の斑紋は明るい青緑色をしている。これらの斑紋の色は構造色であり、鮮やかな光沢を呈する。また、斑紋には顕著な性差は見られないとされる。本種の後翅の明るい赤色系の発色は Urania属のなかでは唯一のものであり、このような美しい斑紋はしばしば称賛の対象となる。本種は Urania属のなかで、あるいはすべての蛾のなかで最も美しい種であると言われる。

### 幼虫
Gosse (1881) によると、幼虫は4対の腹脚と1対の尾脚を有した。成熟した幼虫の体長は1.75インチ。頭部は一様に赤みのつよい褐色で、体は黒い。背面には幅が広く不規則で途切れがちな白色帯が走るほか、側面と腹面にも白っぽい帯があったとされる。若齢幼虫は体表に毛を有したが、発育にともなって脱落し、まばらになる傾向が見られたという。

## 生態
幼虫の食草として、トウダイグサ科の Omphalea属に属する O. triandra が記録されている。また、同属の O. diandra も食草として利用していた可能性がある。
成虫にかんしてはアボカド Persea americana およびマンゴー Mangifera indica の花からの吸蜜が記録されている。Gosse (1851) によると、本種は日の出のすこし前から活動を始め、早朝には盛んに訪花するが日が高くなると姿を見せなくなり、その後、夕方になり再度姿を見せ始めるが、夜間には活動しなかったとされる。それ以外の季節でも単独での飛翔が観察されたが、3月、4月および6月には成虫の群飛が見られた。また、Gosse (1881) は、6月下旬に成虫が O. triandra 群落に集団で飛来し、その一週間後に食草群落で多数の幼虫を観察した事例を報告している。

## 発見から絶滅まで
本種は1720年代、ハンス・スローンの著書 (Sloane 1725) によって、Papilio caudatus として初めて記録されたとされる。1770年代にはピーター・クラーマーが、ハンス・スローンにちなみ、本種を Papilio sloanus と記載・命名した。これが本種の原記載と見なされている。本種の生態や生活史の一端は、1850年代から1880年代にかけて、フィリップ・ヘンリー・ゴスによって明らかにされた（#幼虫節および#生態節参照）。
本種は1890年代には生息密度がかなり低下していたようで、確実な記録は1895年、不確実なものまで含めると1908年のものを最後に、記録が途絶えることとなった。いずれにしても最後の記録から100年以上が経過しており、本種はすでに絶滅している可能性が高い。
本種の絶滅の原因として、Lees & Smith (1991) は生息地の破壊と食草群落の喪失を挙げている。本種を含むオオツバメガ亜科 Uraniinae のうち昼行性を示す種では、ふたつ以上の離れた食草群落間を成虫が周期的に移動する行動、すなわち「渡り」を行うことが知られる。渡りの習性をもつ種は食草群落の喪失に対して脆弱であると考えられ、食草としている種が絶滅していない場合でも、ある群落が消失するだけで渡りのサイクルが阻害されてしまい、大きな影響を受け得る。本種の食草として記録のある O. triandra は現在も絶滅していないが、にもかかわらず本種が絶滅した理由として、このような渡りサイクルの破壊の影響が考えられる。食草群落の喪失は人間活動やハリケーンの影響によるものである可能性がある。

## ギャラリー

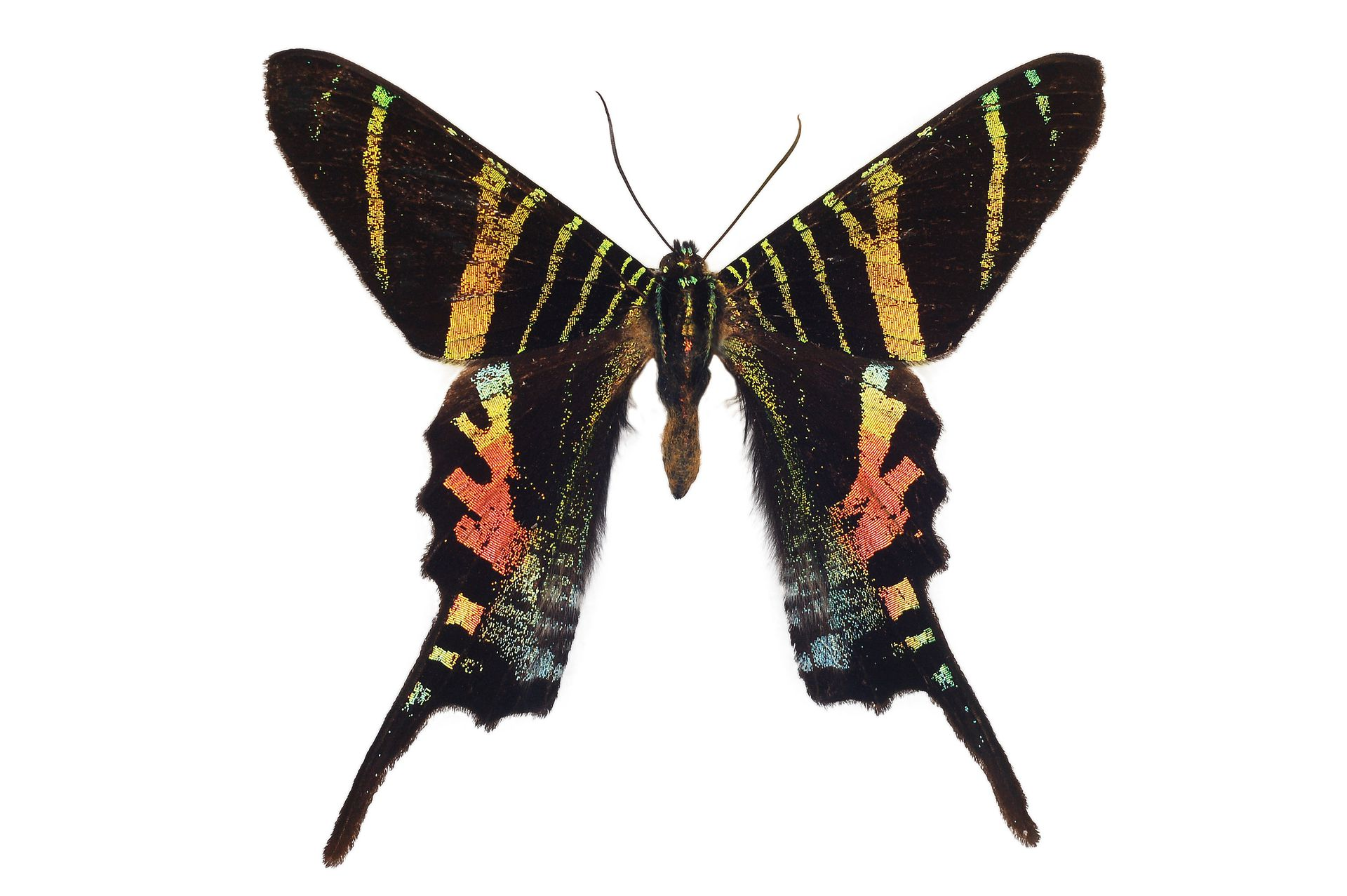
ナチュラリス生物多様性センターの収蔵標本
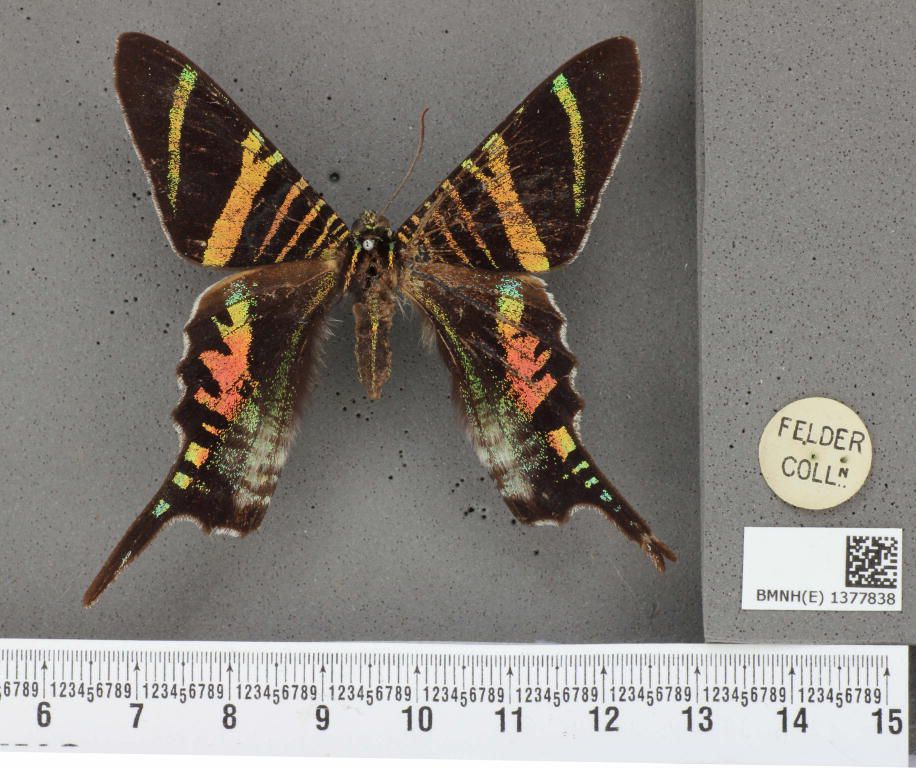
ロンドン自然史博物館の収蔵標本（背側）
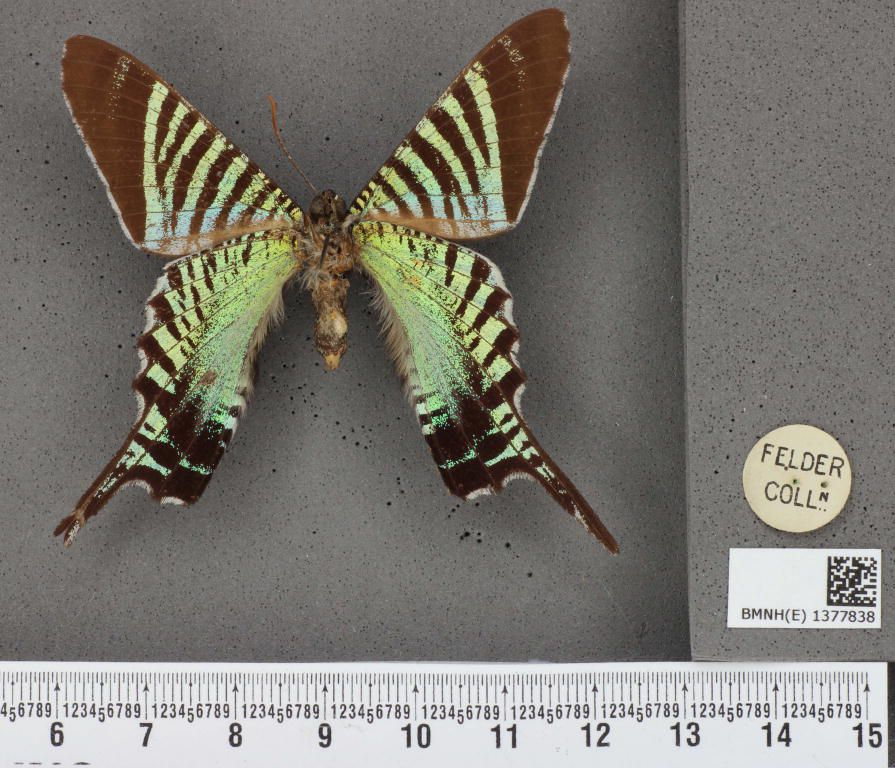
ロンドン自然史博物館の収蔵標本（腹側）